# Salinomycyna
Salinomycyna – organiczny związek chemiczny pochodzenia naturalnego wyizolowany w 1974 roku ze szczepu Streptomyces albus. Wykazuje silne działanie antybakteryjne, kokcydiostatyczne oraz przeciwnowotworowe.
Salinomycyna jest jonoforem monowalentym należącym do grupy kokcydiostatyków. Aktywność biologiczna tego kokcydiostatyku związana jest z jego naturalną zdolnością do kompleksowania kationów metali jednowartościowych, w szczególności do kationu potasu. Kation metalu koordynowany przez salinomycynę jest następnie transportowany przez błonę biologiczną komórki bakterii (bakterie Gram-dodatnie), co prowadzi do zaburzenia naturalnego gradientu stężenia Na+/K+ i ostatecznie powoduje śmierć bakterii.
Związek ten wykazuje ponadto szerokie spektrum właściwości biologicznych i farmakologicznych, takich jak aktywność przeciwbakteryjna (zwłaszcza na bakterie Gram-dodatnie). Ponadto salinomycyna wspomaga apoptozę niektórych komórek nowotworowych oraz niezwykle silnie powstrzymuje rozwój pasożytniczych pierwotniaków z rodzaju Coccidia wywołujących kokcydiozę. Sól sodowa salinomycyny znajduje zastosowanie jako antybiotykowy stymulator wzrostu i kokcydiostatyk w przemysłowej hodowli bydła i drobiu (np. preparaty SACOX-60 i Bio-Cox-60).

## Działanie cytostatyczne
Salinomycyna jest potencjalnym lekiem przeciwnowotworowym. Niektóre prace sugerują preferencyjne działanie salinomycyny w stosunku do nowotworowych komórek macierzystych, które w koncepcji patogenezy nowotworu związanej z istnieniem macierzystych pełnią kluczową rolę w powstawaniu choroby nowotworowej. Przypuszczalnym mechanizmem działania przeciwnowotworowego jest aktywność jako jonofor potasu, ale prawdopodobnie również aktywacja alternatywnej drogi apoptozy, zwiększenie podatności DNA na uszkodzenia i hamowanie szlaku Wnt.
Przeprowadzenie salinomycyny w niektóre pochodne (amidy i estry z hydroksybenzotriazolem) prowadzi do podwyższenia aktywności antynowotworowej.
Zgodnie ze stanem wiedzy z roku 2013, konieczna była dalsza ocena farmakokinetyki i farmakodynamiki leku, a także ocena toksyczności, szczególnie neurotoksyczności i toksyczności długoterminowej.